# Paschal Donohoe

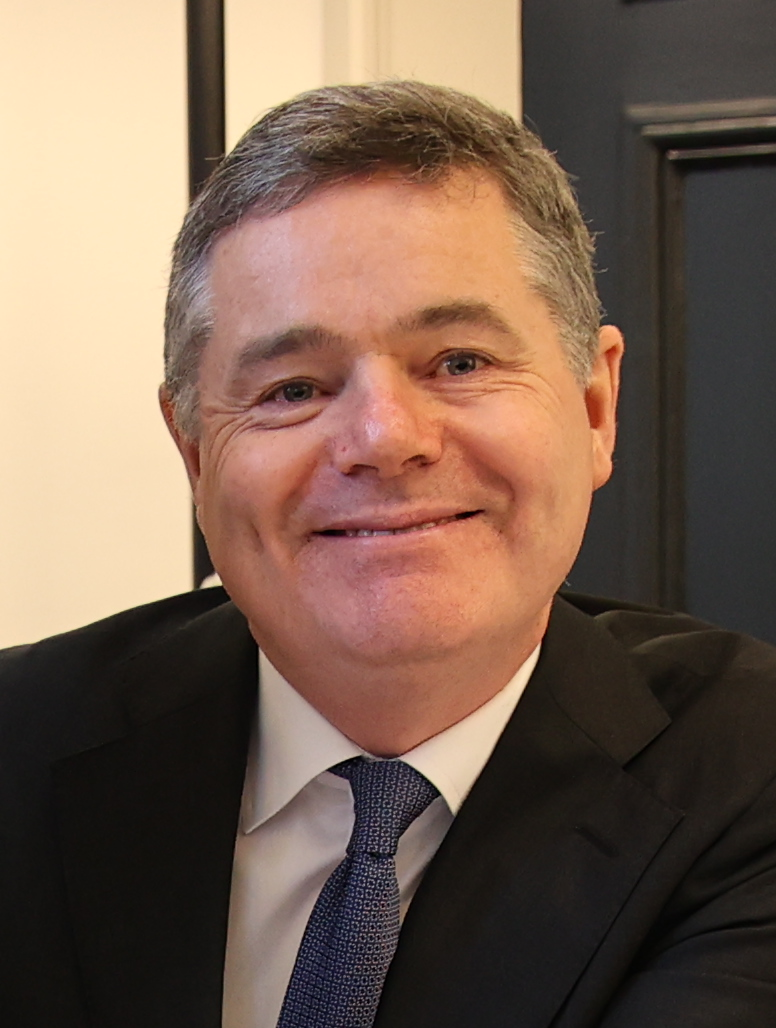
Paschal Donohoe (2024)

Paschal Donohoe (irisch Pascal Ó Donnchú; * 19. September 1974) ist ein irischer Politiker (Fine Gael) und seit Februar 2011 Abgeordneter im Dáil Éireann, dem Unterhaus des irischen Parlaments. Seit Juli 2020 ist er Vorsitzender der Euro-Gruppe.

## Ausbildung
Donohoe besuchte die St Declan’s Christian Brothers School in Cabra und studierte am Trinity College in Dublin. Nach Beendigung seines Studiums arbeitete er im Vereinigten Königreich und Irland als Sales & Marketing Director für den multinationalen Konzern Procter & Gamble.

## Politische Karriere
Im Jahr 2006 gab er den Posten als Sales & Marketing Director auf, um sich auf seine Kandidatur bei den Wahlen 2007 zum 30. Dáil Éireann vorzubereiten. Er trat hierbei für die Fine Gael im Wahlkreis Dublin Central an, konnte jedoch kein Mandat gewinnen. Stattdessen wurde Donohoe in den Seanad Éireann gewählt und legte infolgedessen sein Mandat als Mitglied im Dublin City Council nieder, das er seit 2004 ausgeübt hatte.
Im Juni 2009 kandidierte er bei der durch den Tod von Tony Gregory nötig gewordenen Nachwahl im Wahlkreis Dublin Central, unterlag jedoch der unabhängigen Kandidatin Maureen O’Sullivan. Erst bei den nächsten regulären Wahlen im Februar 2011 gelang es ihm, in den Dáil Éireann gewählt zu werden. Sein Sitz im 23. Seanad Éireann wurde damit vakant.
Nach dem Rücktritt Lucinda Creightons als irische Europaministerin wurde Paschal Donohoe am 12. Juli 2013 zu ihrem Nachfolger ernannt. Mit der Kabinettsumbildung vom 11. Juli 2014 wurde er zum Minister für Verkehr, Tourismus und Sport ernannt. Seit Juni 2017 ist er Minister für die öffentliche Ausgaben und die Reform des öffentlichen Dienstes. Bis Dezember 2022 gehörte auch der Bereich der Finanzen zu seinem Ressort. Er tauschte insoweit das Amt mit Michael McGrath. Seit Juli 2020 ist er Vorsitzender der Euro-Gruppe.

## Privates
Donohoe ist verheiratet und hat zwei Kinder.